# Radio Umut

Logoul postului de radio

Radio Umut este un post de radio de limbă turcă cu format generalist din Turcia. Acoperirea sa este națională, cu emițătoare în Antalya (107,6 FM). Semnalul postului de radio „Umut” poate fi recepționat și în regiunile învecinate localităților oficiale de difuzare a postului. Radio Umut se axează pe transmiterea producțiilor muzicale autohtone, muzică folk, în principal de casa de discuri „Music Master”.
Radio Umut poate fi ascultat și pe Internet, pe pagina oficială a postului.